# Dan borcev (SFRJ)
Dan borcev je bil državni praznik Socialistične federativne republike Jugoslavije, ki se je proslavljal 4. julija. Na ta dan leta 1941 se je v Beogradu sestal CK KPJ in pozval k splošni ljudski vstaji. Praznik je bil uveden 26. junija 1956.
V Sloveniji (od leta 1991) ta dan ni več praznik.